# Dioptis columbiana
Dioptis columbiana är en fjärilsart som beskrevs av Erich Martin Hering 1890. Dioptis columbiana ingår i släktet Dioptis och familjen tandspinnare. Inga underarter finns listade i Catalogue of Life.